# Éclampsie
 Mise en garde médicale
L'éclampsie est une sorte de crise épileptique provoquant une crise convulsive généralisée survenant chez une femme enceinte dans un contexte d'hypertension gravidique. Elle survient habituellement comme la complication majeure de la prééclampsie. Il s'agit d'une urgence vitale pour la femme et l'enfant à naître.

## Étymologie et histoire
Le mot éclampsie vient du grec ancien ἒκλαμψις, eklampsis, « lumière éclatante », d’où le sens d’« accès soudain » ; il fut introduit au XVIIIe siècle par François Boissier de la Croix de Sauvages en référence à l'occurrence subite des convulsions chez les patientes.

## Épidémiologie
L'incidence de l'éclampsie a été estimée aux États-Unis à 0,04 % au Royaume-Uni à 0,05 % et seulement 0,02 % en Suède.[réf. nécessaire]
En Afrique, par contre, la fréquence de l'éclampsie est très élevée, parfois supérieure à 1%.

## Description
L'éclampsie survient exclusivement dans le cadre d'une hypertension gravidique, définie par la survenue d'une hypertension artérielle au cours de la grossesse après vingt semaines d'aménorrhée, ou au cours du post-partum avant six semaines. Dans le deuxième cas, elle survient principalement dans les deux premiers jours. Dans tous les cas, elle est le plus souvent la complication de la prééclampsie, définie par l'association d'une hypertension gravidique et d'une protéinurie.
La crise convulsive généralisée se développe en principe en quatre étapes qui peuvent se répéter :
1. phases d'invasion (quelques secondes) : contraction de la face et des membres supérieurs ;
2. phase tonique (quelques dizaines de secondes) : contraction généralisée (y compris les muscles respiratoires) avec apnée ;
3. phase clonique (quelques minutes) : convulsions généralisées avec possible morsure de langue ;
4. phase stertoreuse (variable en durée) : obnubilation avec respiration bruyante.

## Diagnostic différentiel
L'éclampsie doit être différenciée des autres causes de crise convulsive, qui peuvent être par exemple une hémorragie méningée ou une crise  convulsive idiopathique.

## Facteurs de risque
Le facteur de risque principal d'éclampsie est la pré-éclampsie.

## Évolution
L'éclampsie non prise en charge peut aboutir au décès.
Parmi les complications, sont possibles :
- des accidents respiratoires avec asphyxie ;
- des hémorragies cérébro-méningées et cérébrale ;
- une psychose puerpérale quelques jours après[6] ;
- une mort maternelle par complication respiratoire ;
- une mort fœtale in utero du fait des troubles respiratoires ou d'un hématome rétroplacentaire.

## Prise en charge
Le traitement de l'éclampsie doit être immédiat et comporte deux volets successifs, la stabilisation de la patiente et l'arrêt de la grossesse.

### Stabilisation
La stabilisation de la patiente comporte, outre les mesures habituelles de prise en charge en soins intensifs, l'arrêt des convulsions et le traitement de l'hypertension. Pour les convulsions, le traitement à privilégier est le sulfate de magnésium par voie intraveineuse, dont la dose doit être adaptée et dont le maintien est préconisé pendant 24 heures après la fin des crises. En effet, ce traitement est d'efficacité supérieure au diazépam ou à la phénytoïne. Pour l'hypertension, un traitement est souhaité selon les mêmes critères que pour la pré-éclampsie, à savoir si la pression artérielle diastolique est supérieure à 110 mmHg.

### Arrêt de la grossesse
L'arrêt de la grossesse est indispensable et doit avoir lieu dans les plus brefs délais, pouvant être par césarienne ou par voie basse, le plus souvent après stabilisation de la patiente.

## Prévention
La prévention de l'éclampsie est indiquée au cours de la pré-éclampsie sévère (définie par la présence d'un critère parmi : hypertension sévère, atteinte rénale, œdème aigu pulmonaire, syndrome HELLP, troubles neurologiques, thrombopénie, hématome rétroplacentaire, souffrance fœtale) lorsque surviennent des signes neurologiques associant céphalée rebelle, réflexes ostéotendineux polycycinétiques et troubles visuels. Un traitement préventif par sulfate de magnésium intraveineux est alors recommandé en l'absence de contre-indications (insuffisance rénale ou maladie neuromusculaire).